# Попытка государственного переворота в Венесуэле (1992)
Попытка государственного переворота в Венесуэле (1992) — две попытки свергнуть правительство Венесуэлы революционным движением MBR-200 во главе с Уго Чавесом. Первый путч состоялся 4 февраля 1992 года, во главе с лично Чавесом, второй — 27 ноября 1992 года: Чавес находился в тюрьме, и его возглавила группа молодых военных офицеров, лояльных MBR-200. Обе попытки были направлены против президента Карлоса Андреса Переса и произошли в период, отмеченный неолиберальными экономическими реформами, предпринятыми в целях снижения уровня внешнего долга страны, что привело к массовым протестам и беспорядкам. Несмотря на неудачу, именно февральская попытка переворота вывела Уго Чавеса на политическую арену страны. Во время беспорядков погибло по меньшей мере 143 человека.
По данным Центрального разведывательного управления США (ЦРУ), попытки переворота были проведены при поддержке кубинской спецслужбы ДГИ. Аналитики ЦРУ даже утверждали, что Чавес является агентом ДГИ. По словам генерала Карлоса Хулио Пеньялосы, Фидель Кастро и будущий президент Венесуэлы Рафаэль Кальдера знали о подготовке Чавесом государственного переворота, а агенты Кастро якобы убедили президента Переса, что угрозы переворота нет.

## Предыстория
Политическая жизнь Венесуэлы стабилизировалась в 1958 году, и страна достигла определённого уровня процветания. Это процветание значительно усилилось в 1970-е годы, когда цены на нефть существенно выросли, и Венесуэла, крупный нефтяной экспортер, получая хороший доход с продажи нефти, увеличила доходы на душу населения на 40 %. Венесуэла пережила модернизацию и имела один из самых высоких ВВП на душу населения в своей истории и обменный курс 4 боливара за 1 доллар США.
Тем не менее, в 1980-х годах другие производители нефти (особенно Саудовская Аравия) увеличили темпы нефтедобычи, и цены на нефть упали. Доходы Венесуэлы от продажи нефти существенно снизилась, а доход на душу населения сократился на 25 %. Это создало угрозу экономической и социальной стабильности. Перерасход средств правительством на социальные программы вызвал рост внешнего долга. Кроме того, уровень коррупции и преступности ежегодно возрастал, что привело в движение массу бедных жителей страны.
Международный валютный фонд предложил Венесуэле помощь с погашением долгов, но при условии, что страна проведет бюджетные и налоговые реформы, чтобы сократить дефицит. В 1989 году президент Перес начал неолиберальные реформы, сократив социальные расходы и субсидии и проведя либерализацию цен. Эта политика в значительной степени ударила по рабочим и беднейшим слоям населения. В результате в стране вспыхнули бунты Каракасо 27 февраля 1989 года.

## Подготовка
Многие из участников переворотов 1992 года были членами Партии венесуэльской революции (ПРВ) в 1970-е годы. ПРВ была создана экс-коммунистом и партизаном Дугласом Браво, который после провала вооруженного восстания попытался проникнуть в венесуэльские вооруженные силы, чтобы поднять мятеж. Таким образом, подготовка к перевороту началась уже за 10 лет до переизбрания Переса в 1988 году.
Организаторы переворота отвергали существовавший политический консенсус в стране (puntofijismo), когда с 1958 года политическая власть была поделена между двумя политическими партиями — Демократическое действие и КОПЕЙ, — обвиняя их в коррумпированности.
Революционное боливарианское движение-200 (MBR-200) было образовано в 1982 году подполковником Уго Чавесом. Чавес и Франсиско Ариас Карденас использовали венесуэльского революционного героя Симона Боливара как символ своего движения. Их главным лозунгом стала борьба с коррумпированностью режима Карлоса Андреса Переса и прекращение хаоса. По мнению лидеров движения, всей политической системе Венесуэлы требовалось обновление.

## Попытки переворота

### Февраль 1992
После длительного периода народного недовольства и экономического спада в рамках неолиберальной администрации Карлоса Андреса Переса, Чавес готовился к военно-гражданскому государственному перевороту. Первоначально он был запланирован на декабрь 1991 года, но в итоге перенесен на ночь 4 февраля 1992 года. Чавесу на тот момент было лояльно около 10 % вооруженных сил Венесуэлы. В этот день пять вооруженных отрядов под командованием Чавеса вступили в Каракас, чтобы захватить ключевые военные и коммуникационные пункты по всему городу, в том числе президентский дворец Мирафлорес, министерство обороны, военный аэропорт Ла-Карлота и военный музей. Конечная цель Чавеса состояла в том, чтобы захватить Переса и вынудить его отказаться от власти. Переса планировали арестовать в аэропорту Майкетия, по возвращении из иностранного визита.
Путчем первоначально должен был командовать адмирал Эрнан Грубер Одреман, самый высокопоставленный офицер среди заговорщиков: он должен был захватить президента Переса, когда тот вернулся бы в Венесуэлу из Давоса. Однако он отказался, узнав, что Рафаэль Кальдера должен был стать главой правительства после переворота. Вторая попытка захватить Переса часами позже была возложена на капитана Мигеля Родригеса Торреса, но узнавший о перевороте Перес приказал не включать проблесковые маячки, и его автомобиль беспрепятственно выехал на шоссе. Торрес приказал стрелять по автомобилю президента, но безрезультатно.
Через 30 минут мятежники осадили дворец Мирафлорес, собираясь захватить президента Переса. Они рассчитывали, что охрана дворца, якобы поддержавшая переворот, откроет им двери. Однако, когда заговорщики приблизились ко дворцу на бронеавтомобиле, они были встречены огнем. В перестрелке погибли 3 телохранителя Переса, но сам президент смог бежать и связаться с генералом Очоа, которому дал приказ: «Никаких переговоров. Дайте им пули. Я хочу вернуться во дворец в кратчайшие сроки». Перес использовал местный телеканал, чтобы сплотить остальную часть военных против заговорщиков, в то время как сторонники Чавеса не смогли вывести в эфир его призыв к жителям страны начать восстание.
Предательство, перебежчики, ошибки и другие непредвиденные обстоятельства оставили Чавеса и небольшую группу повстанцев полностью отрезанными в Военном музее. В других частях Венесуэлы мятежники достигли значительных успехов, взяли под свой контроль такие крупные города, как Валенсия, Маракайбо, Маракай, но Чавес не смог захватить столицу.

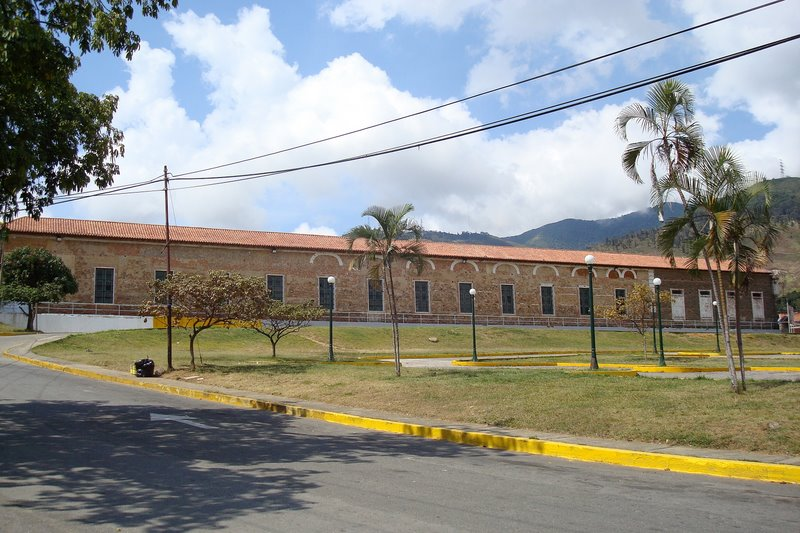
Гауптвахта Сан-Карлос, где Уго Чавес содержался под арестом после попытки государственного переворота в 1992 году.

В итоге Чавес сдался правительству. Ему было позволено выступить на национальном телевидении, чтобы призвать остальные повстанческие отряды в Венесуэле прекратить военные действия. После этих слов Чавес саркастически заметил, что «у меня не получилось сделать это сейчас»: «Товарищи! К сожалению, на данный момент, цели, которые мы установили для себя, не были достигнуты в столице: мы не смогли захватить власть. Вы выполнили свои задачи, но теперь настало время для переосмысления, будут ли снова возникать новые возможности».
Четырнадцать солдат были убиты, 50 солдат и примерно 80 гражданских получили ранения в ходе последующего насилия.
Чавес немедленно стал важной частью венесуэльской политической сцены, многие бедные венесуэльцы увидели в нём того, кто защитит их от коррупции. После этого Чавес был заключен в тюрьму на военной гауптвахте Сан-Карлос.

### Ноябрь 1992
27 ноября 1992 года состоялся второй путч во главе с офицерами военно-воздушных сил и военно-морского флота, включая Луиса Рейеса Рейеса. Группа контактировала с Чавесом в тюрьме и усвоила некоторые уроки ошибок переворота в феврале. Выступление началось в 4:30 утра вместо полуночи и получило необходимое оборудование для связи.
В кровавом бою они захватили государственную телестанцию «Venezolana de Television» и вывели в эфир видеозапись, на которой Чавес из тюрьмы призывает к народному восстанию. Но повстанцы не смогли взять под свой контроль другие точки вещания, что позволило Пересу в эфире телекомпании «Televen» заявить нации, что восстание не удалось.
Мятежники также захватили контроль над крупной авиабазой и в значительной степени получили контроль над небом страны. Тем не менее, в 9:00 утра стало ясно, что этого недостаточно для общего успеха. После того, как дезертирство позволило пилоту правительственных сил сбить самолет повстанцев, повстанцы разбомбили несколько целей. Они обстреляли столичный штаб службы разведки и контрразведки Венесуэлы DISIP и дворец Мирафлорес.
Повстанческие истребители Mirage разбомбили армейские казармы к западу от Каракаса, но эффект от этой атаки мало замедлил реакцию правительственных войск. Примерно в то же время пилот правительственного F-16 сбил повстанческий OV-10.
Попытка освободить Чавеса и его соратников из тюрьмы не удалась, и правительственные силы отбили большинство военных баз. В 3:00 вечера оставшиеся повстанцы бежали в Перу. В целом число погибших в ходе путча достигло 172 человек.

## Ответ правительства
В процессе противостояния правительственные агенты, по сообщениям, убили 40 человек, как мирных граждан, так и сдавшихся повстанцев. Несанкционированные аресты измерялись сотнями, задержаны были некоторые студенческие лидеры и другие гражданские активисты, не связанные попытками переворота. Кроме того, свобода выражения мнений была приостановлена на два месяца в феврале и на три недели в ноябре посредством цензуры в СМИ. Серия демонстраций в марте-апреле, призывавших к отставке президента Переса и восстановлению конституционных гарантий, была встречена государственным насилием, включая беспорядочную стрельбу полиции по толпе, было убито 13 демонстрантов. В ответ на попытку переворота в ноябре правительство создало специальные суды на основе юридического кодекса 1938 года, составленного за двадцать лет до перехода к демократии, но Верховный суд признал эту меру неконституционной. [28]

## Последствия
Авторитет Переса был сильно дискредитирован неудачными неолиберальными реформами и попытками переворота, и другие политики начали оспаривать его власть, ставя под угрозу многолетнюю двухпартийную систему. Хаос использовал бывший президент Рафаэль Кальдера, нацелившийся на приход к власти мирным путем. Кальдера жестко критиковал постепенный упадок венесуэльской демократии, рост бедности и коррупции в стране. Рост популярности Кальдеры привел к смещению Переса с поста президента 20 мая 1993 года по обвинению в коррупции. Политические маневры позволили Кальдере выиграть президентские выборы 1993 года. В рамках своей предвыборной кампании Кальдера обещал помиловать заговорщиков, что позволило Уго Чавесу принять участие и победить на президентских выборах в 1998 году.

## Международная реакция
Попытки переворота официально осудили: Бразилия, Куба, Европейское сообщество, Мексика, Организация американских государств, США.